# راج سينغ
محمد بدير (بالإنجليزية: Raj Singh, businessman)‏ هو لاعب كرة قدم بريطاني، ولد في 17 أكتوبر2001.